# Земская почта Новоузенского уезда
Земская почта Новоузенского уезда Самарской губернии существовала с 01 января 1868 года. В уезде выпускались собственные земские почтовые марки.

## История почты
Новоузенская уездная земская почта была открыта 01 января 1868 года. Почтовые отправления отправлялись из уездного центра (города Новоузенска) во все волостные правления уезда дважды в неделю. Пересылка частных почтовых отправлений была платной. Для оплаты доставки частной корреспонденции с 21 июня 1896 года были введены собственные земские почтовые марки.

## Выпуски марок
Пересылка частных почтовых отправлений оплачивалась земскими почтовыми марками номиналом 3 копейки. Марки печатались в Экспедиции заготовления государственных бумаг. На них были изображены гербы Самарской губернии и Новоузенского уезда.

## Гашение марок
Марки гасились волостными печатями и круглыми штемпелями.